# كلوديا تيليس
كلوديا تيليس (بالبرتغالية: Cláudia Teles) هي لاعب كرة قدم أمريكية برازيلية، ولدت في 2 يناير 1992.

## وصلات خارجية
- كلوديا تيليس على موقع أوليمبيديا (الإنجليزية)
- كلوديا تيليس على موقع اللجنة الأولمبية البرازيلية (البرتغالية)